# 잭애스

잭애스(영어 발음: /ˈdʒæk.æs/)는 제프 트러메인, 스파이크 존즈, 조니 녹스빌이 기획한 미국 리얼리티 코미디 방송과 이를 통해 파생된 프랜차이즈를 가리킨다.
본방송은 2000년부터 2001년까지 케이블 텔레비전 채널 MTV에서 방영했으며, 친구 9명이 행하는 스턴트, 그리고 주변인 혹은 공공장소 일반인 대상으로 장난을 치는 내용이 주를 이룬다. 거리 분수에서 카약 타기, 산탄총에 맞아 보기 등 수위 높은 과격한 시도가 많이 나온다. 촬영은 기본적으로 캠코더에 의한 것으로, 화질은 그다지 좋지 않다.

## 출연
- 조니 녹스빌
- 뱀 마제라
- 크리스 폰티어스
- 데이브 잉글랜드
- 스티브오
- 라이언 던
- 에런 맥기히
- 프레스턴 레이시
- 제이슨 "위 맨" 아쿠나

## 파생작
- 와일드보이즈 (2003-06)
- 비바 라 밤 (2003-06)
- 홈레커 (2005)

## 영화

### 본편
- 잭애스 (2002)
- 잭애스 2 (2006)
- 잭애스 3D (2010)
- 잭애스 포에버 (2022)

### 그 외
- 잭애스 프레젠트: 배드 그랜파 (2013)

### 관련 영화
- 3000 마일스 (2007)